# Alois Schwabl
Alois Schwabl (ur. 4 marca 1912 w Pfaffstätten, zm. 7 grudnia 1977) – austriacki lekkoatleta, kulomiot.
Był zawodnikiem klubu Union Baden. W latach 1950–1956 siedmiokrotny mistrz Austrii. Podczas igrzysk olimpijskich w Helsinkach (1952) zajął z wynikiem 14,45 13. miejsce (w eliminacjach był 9. z rezultatem 15,00).
Na mistrzostwach Europy w 1954 odpadł w eliminacjach (19. lokata z wynikiem 14,14).

## Rekordy życiowe
- Pchnięcie kulą – 15,39 (22 czerwca 1952, Ternitz) wynik ten był do 1958 roku rekordem Austrii[2]